# Contea di Cangxi
La contea di Cangxi (苍溪县S, Cāngxī XiànP) è una contea della Cina, situata nella provincia di Sichuan e amministrata dalla prefettura di Guangyuan.